# 321 (numero)
Trecentoventuno (321) è il numero naturale dopo il 320 e prima del 322.

## Proprietà matematiche
- È un numero dispari.
- È un numero composto con 4 divisori: 1, 3, 107, 321. Poiché la somma dei suoi divisori (escluso il numero stesso) è 111 < 321, è un numero difettivo.
- È un numero semiprimo.
- È un numero omirpimes.
- È un numero palindromo nel sistema numerico esadecimale, nel sistema di numerazione posizionale a base 7 (636) e in quello a base 11 (272).
- È un numero fortunato.
- È parte delle terne pitagoriche (321, 428, 535), (321, 5720, 5729), (321, 17172, 17175), (321, 51520, 51521).

## Astronomia
- 321P/SOHO è una cometa periodica del sistema solare.
- 321 Florentina è un asteroide della fascia principale del sistema solare.

## Astronautica
- Cosmos 321 è un satellite artificiale russo.